# Techouva
La techouva (hébreu תשובה, « retour » ou « réponse ») est le processus de repentance dans le judaïsme, tant dans la Bible hébraïque que dans la littérature rabbinique. Conformément à la pratique juive, une faute, une erreur, un acte interdit, peuvent être pardonnés sous réserve d'engager une démarche de techouva.
Puisqu'aucun homme n’est parfait, selon la Torah, chacun se doit de porter en continu un regard critique sur son propre comportement afin de s’inscrire dans un processus de techouva.

## Le processus de techouva
Pour l'Union orthodoxe, la techouva comprend quatre étapes : d'abord cesser de pécher, puis regretter son péché, ensuite dire à haute voix les péchés en s'adressant à Dieu et s'engager à ne plus les commettre, et finalement accepter pour le futur de ne plus pécher. Dans le cas des péchés commis contre autrui et non contre Dieu, il est nécessaire de demander d'abord pardon à ces personnes avant de demander pardon à Dieu.
La techouva comprend les étapes suivantes :
- le pardon aux yeux de son prochain : si la faute a été commise contre autrui, il est nécessaire d’obtenir son pardon ;
- la confession : la faute doit être mise en mots, formulée ;
- demander pardon à son Createur ;
- le regret : l'entière conscience de la dynamique négative générée par la faute est nécessaire ;
- l’engagement pour le présent et le futur : prendre la résolution de ne plus jamais céder à cette tentation.

La responsabilité de l'homme à l'égard de l'homme est telle que le « Tout Puissant » n’est pas assez puissant pour l'annuler. Par exemple, si on a humilié ou blessé quelqu’un, il est nécessaire de lui présenter des excuses et d’obtenir son pardon. Cependant, si la première étape concerne la relation entre l'homme et son prochain, les dernières portent sur la relation entre l'homme et son Créateur. Un rite seul ne saurait suffire à effacer la faute commise.

## La techouva dans la Bible
« Vous retournerez vers Dieu votre Seigneur et entendrez sa voix, faisant tout ce que je vous commande aujourd'hui. Vous et vos enfants reviendrez de tout votre cœur et de toute votre âme »

Dans le contexte de la littérature biblique, la techouva est présentée comme le prérequis fondamental dont dépend le salut tant collectif qu'individuel,,,,.

## La techouva dans la littérature rabbinique
Le cinquième traité du Mishné Torah traite du repentir.

## La grandeur et le pouvoir de la techouva
Le Talmud enseigne que « là où se tient l'homme qui a fait techouva, même les justes parfaits ne sauraient tenir ». La techouva permet en effet de puiser dans le mal l'énergie qui permettra que, selon le Talmud, « les fautes deviennent des mérites ». C'est ainsi que le pouvoir ultime de la techouva permet de sublimer le mal et de le transformer en bien.

## Sources
- (en)  Cet article contient des extraits de l'article « Repentance » par Kaufmann Kohler & Max Schloessinger de la Jewish Encyclopedia de 1901–1906 dont le contenu se trouve dans le domaine public.